# Tercé
Tercé est une commune du Centre-Ouest de la France, située dans le département de la Vienne (région Nouvelle-Aquitaine).
Ses habitants sont appelés les Tercéens et les Tercéennes.

## Géographie

### Localisation
Tercé est située à 19 km au sud-est de Poitiers, qui est la plus grande ville aux alentours.
La commune est proche du parc naturel régional de la Brenne.

### Communes limitrophes
| Saint-Julien-l'Ars | Pouillé |             |
| Savigny-Lévescault | Tercé   | Valdivienne |
|                    | Fleuré  |             |

### Géologie et relief
La région de Tercé présente un paysage de plaines vallonnées plus ou moins boisées. Le terroir se compose, sur les plateaux du seuil du Poitou, de terres de brandes pour 42 %, de terres fortes pour 32 % et de bornais (ce sont des sols brun clair sur limons, profonds et humides, à tendance siliceuse) pour 26 %.

### Hydrographie
Aucun cours d’eau n'a été recensé sur le territoire de la commune.
232 mares ont été répertoriées sur l’ensemble du territoire communal. Nombreuses dans la Vienne, elles ont été créées par l'homme, notamment pour répondre aux besoins en eau des habitants (mares communautaires), du cheptel ou à la suite d'activités extractives (argile, marne, pierres meulières). Très riches au niveau botanique, elles jouent un rôle majeur pour les batraciens (tritons, grenouilles), les reptiles (couleuvres) et les libellules. Elles sont un élément symbolique du patrimoine rural et du maintien de la biodiversité en zone de plaine et de bocage.

### Climat
Pour des articles plus généraux, voir Climat de la Nouvelle-Aquitaine et Climat de la Vienne.
Historiquement, la commune est exposée à un climat océanique du nord-ouest.  
En 2020, Météo-France publie une typologie des climats de la France métropolitaine dans laquelle la commune est exposée à un climat océanique altéré et est dans la région climatique  Poitou-Charentes, caractérisée par un bon ensoleillement, particulièrement en été et des vents modérés.
Pour la période 1971-2000, la température annuelle moyenne est de 11,7 °C, avec une amplitude thermique annuelle de 15 °C. Le cumul annuel moyen de précipitations est de 759 mm, avec 11,3 jours de précipitations en janvier et 6,6 jours en juillet. Pour la période 1991-2020, la température moyenne annuelle observée sur la station météorologique la plus proche, située sur la commune de Biard à 21 km à vol d'oiseau, est de 12,2 °C et le cumul annuel moyen de précipitations est de 695,3 mm,. Pour l'avenir, les paramètres climatiques de la commune estimés pour 2050 selon différents scénarios d’émission de gaz à effet de serre sont consultables sur un site dédié publié par Météo-France en novembre 2022.

### Voies de communication et transports
Les gares les plus proches de Tercé se trouvent à Mignaloux-Beauvoir à 11,74 km, Lussac-les-Châteaux à 17,15 km, gare de Dissay à 23,53 km, gare de Poitiers à 19,14 km et Chasseneuil-du-Poitou à 20,97 km.
L'aéroport et l'aérodrome les proches de Tercé sont :
- l'aéroport de Poitiers-Biard à 21,24 km.
- l'aérodrome de Niort - Souché à 78 km.

## Urbanisme

### Typologie
Au 1er janvier 2024, Tercé est catégorisée bourg rural, selon la nouvelle grille communale de densité à sept niveaux définie par l'Insee en 2022.
Elle est située hors unité urbaine. Par ailleurs la commune fait partie de l'aire d'attraction de Poitiers, dont elle est une commune de la couronne,. Cette aire, qui regroupe 97 communes, est catégorisée dans les aires de 200 000 à moins de 700 000 habitants,.

### Occupation des sols
L'occupation des sols de la commune, telle qu'elle ressort de la base de données européenne d’occupation biophysique des sols Corine Land Cover (CLC), est marquée par l'importance des territoires agricoles (83,8 % en 2018), une proportion sensiblement équivalente à celle de 1990 (84,1 %). La répartition détaillée en 2018 est la suivante : 
terres arables (66,2 %), zones agricoles hétérogènes (17,6 %), forêts (13,8 %), zones urbanisées (2,4 %). L'évolution de l’occupation des sols de la commune et de ses infrastructures peut être observée sur les différentes représentations cartographiques du territoire : la carte de Cassini (XVIIIe siècle), la carte d'état-major (1820-1866) et les cartes ou photos aériennes de l'IGN pour la période actuelle (1950 à aujourd'hui).

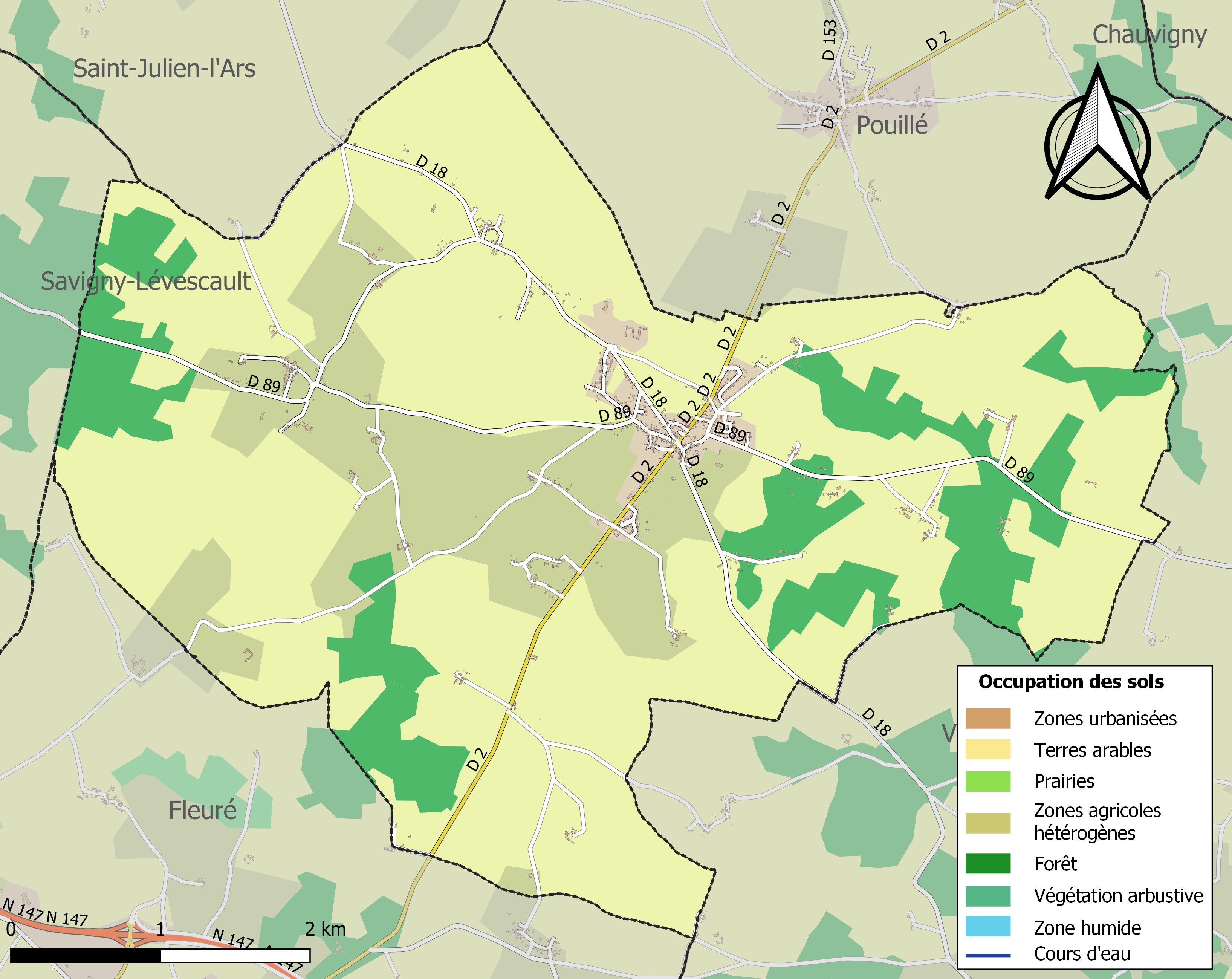
Carte des infrastructures et de l'occupation des sols de la commune en 2018 (CLC).

### Risques majeurs
Le territoire de la commune de Tercé est vulnérable à différents aléas naturels : météorologiques (tempête, orage, neige, grand froid, canicule ou sécheresse), mouvements de terrains et séisme (sismicité modérée). Il est également exposé à deux risques technologiques,  le transport de matières dangereuses et le risque nucléaire. Un site publié par le BRGM permet d'évaluer simplement et rapidement les risques d'un bien localisé soit par son adresse soit par le numéro de sa parcelle.

#### Risques naturels

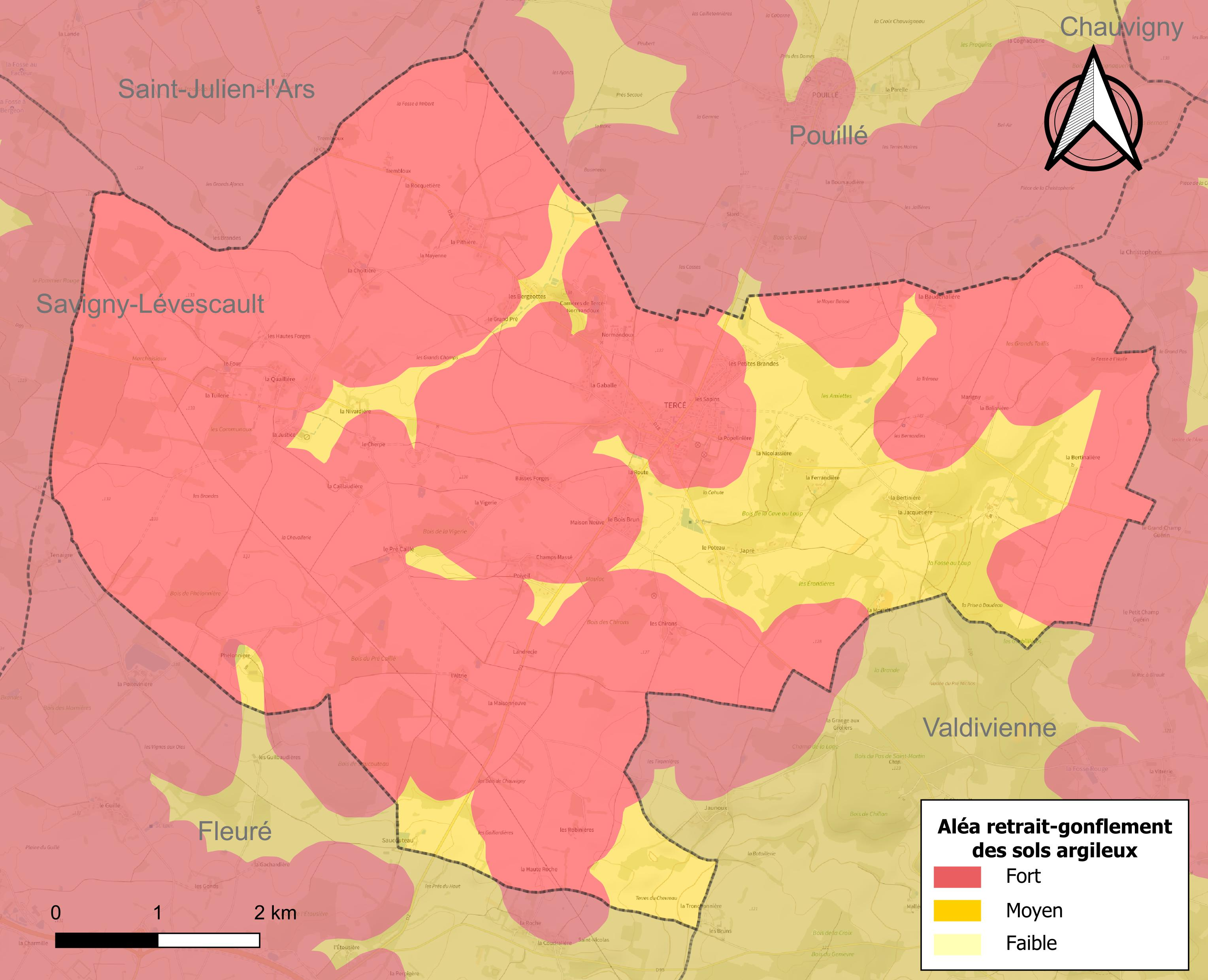
Carte des zones d'aléa retrait-gonflement des sols argileux de Tercé.

Les mouvements de terrains susceptibles de se produire sur la commune sont des affaissements et effondrements liés aux cavités souterraines (hors mines) et des tassements différentiels. Afin de mieux appréhender le risque d’affaissement de terrain, un inventaire national permet de localiser les éventuelles cavités souterraines sur la commune. Le retrait-gonflement des sols argileux est susceptible d'engendrer des dommages importants aux bâtiments en cas d’alternance de périodes de sécheresse et de pluie. La totalité de la commune est en aléa moyen ou fort (79,5 % au niveau départemental et 48,5 % au niveau national). Depuis le 1er octobre 2020, en application de la loi ÉLAN, différentes contraintes s'imposent aux vendeurs, maîtres d'ouvrages ou constructeurs de biens situés dans une zone classée en aléa moyen ou fort,.
La commune a été reconnue en état de catastrophe naturelle au titre des dommages causés par les inondations et coulées de boue survenues en 1982, 1983, 1993, 1999, 2006 et 2010, par la sécheresse en 1989, 1991, 1992, 1996, 2003, 2005, 2011 et 2017 et par des mouvements de terrain en 1999 et 2010.

#### Risque technologique
La commune étant située dans le périmètre du plan particulier d'intervention (PPI) de 20 km autour de la centrale nucléaire de Civaux, elle est exposée au risque nucléaire. En cas d'accident nucléaire, une alerte est donnée par différents médias (sirène, sms, radio, véhicules). Dès l'alerte, les personnes habitant dans le périmètre de 2 km se mettent à l'abri. Les personnes habitant dans le périmètre de 20 km peuvent être amenées, sur ordre du préfet, à évacuer et ingérer des comprimés d’iode stable,,.

## Toponymie
Tercé : "Situé sur la troisième borne" borne leugaire de la voie gallo-romaine. Ad Tiercum (s.-e. lapidem, "à la troisième borne") donne Tercé. Ce qui donnerait une distance approximative de 7,2 km par rapport à une borne leugaire de référence à déterminer. 

## Histoire
Pendant la Seconde Guerre mondiale, la ligne de démarcation traversait la commune, du 22 juin 1940 au 1er mars 1943, laissant le chef-lieu en zone occupée.

## Politique et administration

### Intercommunalité
Depuis 2015, Tercé est dans le canton de Chasseneuil-du-Poitou (n° 1) du département de la Vienne. Avant la réforme des départements, Tercé était dans le canton n° 24 de Saint-Julien-l'Ars dans la 1re circonscription.

### Liste des maires
| Période   | Période       | Identité          | Étiquette | Qualité   |
| --------- | ------------- | ----------------- | --------- | --------- |
| mars 1983 | mars 2001     | François Jallais  | DVG       |           |
| mars 2001 | réélu en 2008 | Christian Richard | PS        | historien |

### Instances judiciaires et administratives
La commune relève du tribunal d'instance de Poitiers, du tribunal de grande instance de Poitiers, de la cour d'appel  Poitiers, du tribunal pour enfants de Poitiers, du conseil de prud'hommes de Poitiers, du tribunal de commerce de Poitiers, du tribunal administratif de Poitiers et de la cour administrative d'appel  de  Bordeaux,  du tribunal des pensions de Poitiers, du tribunal des affaires de la Sécurité sociale de la Vienne, de la cour d’assises de la Vienne.

## Population et société

### Démographie
L'évolution du nombre d'habitants est connue à travers les recensements de la population effectués dans la commune depuis 1793. Pour les communes de moins de 10 000 habitants, une enquête de recensement portant sur toute la population est réalisée tous les cinq ans, les populations de référence des années intermédiaires étant quant à elles estimées par interpolation ou extrapolation. Pour la commune, le premier recensement exhaustif entrant dans le cadre du nouveau dispositif a été réalisé en 2008.

En 2022, la commune comptait 1 134 habitants, en évolution de +1,61 % par rapport à 2016 (Vienne : +0,6 %, France hors Mayotte : +2,11 %).
| 1793 | 1800 | 1806 | 1821 | 1831 | 1836 | 1841 | 1846 | 1851 |
| ---- | ---- | ---- | ---- | ---- | ---- | ---- | ---- | ---- |
| 354  | 329  | 323  | 378  | 366  | 415  | 415  | 412  | 396  |

| 1856 | 1861 | 1866 | 1872 | 1876 | 1881 | 1886 | 1891 | 1896 |
| ---- | ---- | ---- | ---- | ---- | ---- | ---- | ---- | ---- |
| 426  | 432  | 425  | 489  | 553  | 649  | 718  | 686  | 712  |

| 1901 | 1906 | 1911 | 1921 | 1926 | 1931 | 1936 | 1946 | 1954 |
| ---- | ---- | ---- | ---- | ---- | ---- | ---- | ---- | ---- |
| 733  | 747  | 834  | 741  | 769  | 696  | 715  | 673  | 695  |

| 1962 | 1968 | 1975 | 1982 | 1990 | 1999  | 2006  | 2008  | 2013  |
| ---- | ---- | ---- | ---- | ---- | ----- | ----- | ----- | ----- |
| 630  | 647  | 598  | 826  | 952  | 1 015 | 1 055 | 1 067 | 1 115 |

| 2018  | 2022  | - | - | - | - | - | - | - |
| ----- | ----- | - | - | - | - | - | - | - |
| 1 117 | 1 134 | - | - | - | - | - | - | - |

En 2008, selon l’INSEE,  la densité de population de la commune était de 45 hab./km2, 61 hab./km2 pour le département, 68 hab./km2 pour la région Poitou-Charentes et 115 hab./km2 pour la France.
Les dernières statistiques démographiques pour la commune ont été fixées en 2009 et publiées en 2012. Il ressort que la mairie administre une population totale de 1 085 personnes. À cela il faut soustraire les résidences secondaires (21 personnes) pour constater que la population permanente sur le territoire de la commune est de 1 064.
La répartition de la population, en 2010 était la suivante : 52,4 % d'hommes pour 47,6 % de femmes.

### Enseignement
La commune dépend de l'académie de Poitiers (rectorat de Poitiers) et son école maternelle (114 places) dépend de l'inspection académique de la Vienne.

## Économie

### Agriculture
Selon la direction régionale de l'Alimentation, de l'Agriculture et de la Forêt de Poitou-Charentes, il n'y a plus que 11 exploitations agricoles en 2010 contre 22 en 2000.
Les surfaces agricoles utilisées ont diminué et sont passées de 1 497 hectares en 2000 à 1 359 hectares en 2010. 45 % sont destinées à la culture des céréales (en blé tendre essentiellement mais aussi un peu d'orge), 38 % pour les oléagineux (2/3 en colza et 1/3 en tournesol), 6 % pour le fourrage et 2 % restent en herbe. En 2000, un hectare (zéro en 2010) était consacré à la vigne.
Trois exploitations en 2010 (contre cinq en 2000) abritent un élevage de bovins (87 têtes en 2010 contre 110 têtes en 2000). L'élevage d'ovins a connu une très forte baisse : 1 005 têtes en 2000 répartis sur neuf fermes contre 405 têtes en 2010 répartis sur six fermes. Cette évolution est conforme à la tendance globale du département de la Vienne. En effet, le troupeau d’ovins, exclusivement destiné à la production de viande, a diminué de 43,7 % de 1990 à 2007.
La transformation de la production agricole est de qualité et permet aux exploitants d’avoir droit, sous conditions, aux appellations et labels suivants :
- Chabichou du Poitou (AOC)
- Beurre Charente-Poitou (AOC)
- Beurre des Charente (AOC)
- Beurre des Deux-Sèvres (AOC)
- Veau du Limousin (IGP)
- Agneau du Poitou-Charentes (IGP)
- Jambon de Bayonne (IGP)

### Commerce
Selon l'INSEE, en 2009, il ne restait plus que deux commerces, une épicerie et un magasin de meubles.

## Culture locale et patrimoine

### Lieux et monuments
- Le manoir de la Thibaudière : Le manoir date des XVIe et XVIIe siècles. Il est formé d'un beau corps de logis rectangulaire. Un escalier à vis dessert les étages constitués de trois pièces. Au rez-de-chaussée, une cuisine d'époque Renaissance a conservé ses éléments d'origine. Le jardin à l'italienne où croissent des topiaires se situe au pied du pigeonnier.Ce dernier date du XVIIe siècle et son porche du XVIIIe siècle. L'ensemble a été récemment restauré. Le manoir a été inscrit comme monument historique depuis 1996 pour son logis, ses communs, sa clôture et son pigeonnier.
- Église Saint-Crespin-et-Saint-Crespinien de Tercé. Elle est inscrite à l'Inventaire général du patrimoine culturel[31].

### Équipement culturel
- Musée de la Seconde Guerre mondiale[32] date de 2004. Sa gestion est assurée par une association : l'association pour la Valorisation et l'Animation du Patrimoine Rural en Vienne et Moulière (VAPRUM). Il était logé dans un ancien presbytère. Après deux ans de travaux, le musée a déménagé en 2015, dans un nouveau site. Il se compose de salles de présentation des collections permanentes de 150 m2, d'une petite salle de conférence, d'une salle destinée aux expositions temporaires et d'une réserve de 80 m2. Il rassemble une soixantaine de panneaux explicatifs et environ 300 pièces : des armes, des masques à gaz, des uniformes mais aussi des objets de la vie quotidienne et des parachutes. Ces derniers étaient en effet récupérés par les résistants pendant le conflit afin d'être utilisés pour confectionner des vêtements dont certains sont exposés au musée.  Un point de contrôle allemand, installé sur la ligne de démarcation, passant à quelques kilomètres seulement de Tercé, a été reconstitué. Une maquette du camp d'internement de Rouillé réalisé par une collégienne est également exposée. Le musée de la Seconde Guerre mondiale est le seul musée public sur ce thème dans le département de la Vienne.
- La carrière de Normandoux, espace d’art contemporain comprenant entre autres un hôtel ainsi qu'un restaurant et un spa. La carrière abrite une salle de vidéo projection en plein air projetant des reportages "Microcosmos". Le 30 avril 2020 le Domaine de Normandoux est placé en liquidation judiciaire[33].

### Personnalités liées à la commune
- Christian Richard, maire, est également auteur d’ouvrages sur l’histoire de la Vienne durant la Seconde Guerre mondiale

### Articles de Wikipédia
- Liste des communes de la Vienne
- Anciennes communes de la Vienne

## Sources